# Spoliazioni naziste

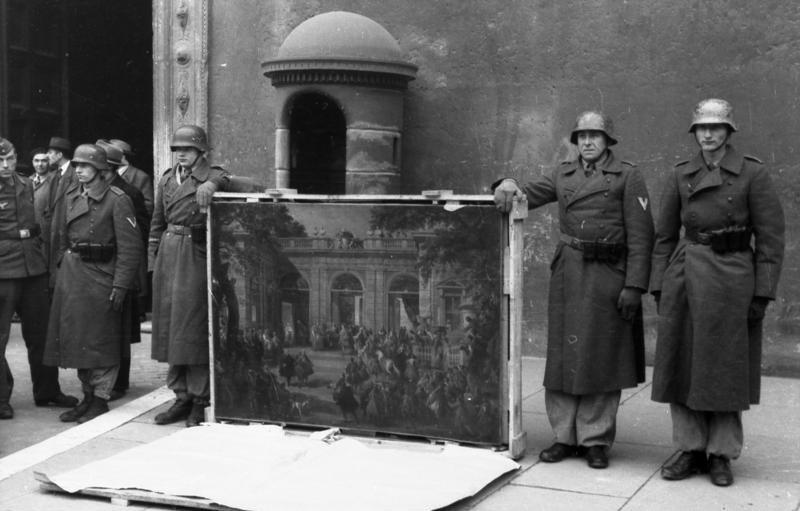
Soldati tedeschi davanti a Palazzo Venezia nel 1944 con il dipinto Carlo di Borbone visita il papa Benedetto XIV nella coffee-house del Quirinale di Giovanni Paolo Pannini, trafugato dal Museo archeologico nazionale di Napoli.

Le spoliazioni naziste (in tedesco Raubkunst) avvennero durante gli anni della seconda guerra mondiale, nel periodo in cui il partito nazista rimase al potere in Germania e riguardarono principalmente il furto di opere d'arte oltre altri oggetti di valore culturale.
Il saccheggio delle proprietà polacche ed ebraiche fu una componente fondamentale dell'Olocausto e perdurò dal 1933, anno in cui cominciò il sequestro dei beni degli ebrei tedeschi, fino alla fine della seconda guerra mondiale. Tali furti furono compiuti in particolare dalle unità militari conosciute come Kunstschutz e, oltre all'oro, all'argento e alla valuta, furono rubati altri oggetti di grande importanza culturale come dipinti, ceramiche, libri e tesori religiosi.
Sebbene la maggior parte di questi oggetti sia stata recuperata dagli agenti del programma Monuments, Fine Arts, and Archives (le cui gesta hanno ispirato il film Monuments Men), molte sono ancora disperse ed è in corso uno sforzo di livello internazionale per individuarle e restituirle ai legittimi proprietari o ai rispettivi Paesi.

## Contesto storico
Adolf Hitler fu un artista senza successo a cui venne negata l'ammissione all'Accademia di belle arti di Vienna, ma si considerava un conoscitore delle arti e, nel suo Mein Kampf, attaccò ferocemente l'arte moderna qualificandola come "degenerata", specie il Cubismo, il Futurismo e il Dadaismo, che considerò dei prodotti della società decadente del XX secolo.
Quando divenne cancelliere nel 1933, impose alla nazione il suo ideale estetico, costituito dai ritratti e dai paesaggi classici degli antichi maestri, in particolare di origine germanica. L'arte moderna che non corrispondeva a questi canoni venne soprannominata arte degenerata e tutto ciò che si trovò nei musei statali tedeschi dovette essere venduto o distrutto.
L'obiettivo del Führer fu quello di utilizzare le somme raccolte per fondare il Museo d'arte europeo a Linz, ma diversi dignitari nazisti come il Reichsmarschall Hermann Göring e il ministro degli Affari esteri von Ribbentrop, furono invece interessati a sfruttare le conquiste militari tedesche per aumentare le loro collezioni d'arte private.

### Saccheggio degli ebrei
L'espropriazione sistematica dei beni del popolo ebraico (case, attività commerciali, aziende, opere d'arte, beni finanziari, strumenti musicali, libri e persino arredi) fu una componente integrante dell'Olocausto: in ogni paese controllato dai nazisti, gli ebrei furono privati dei loro beni attraverso una vasta gamma di meccanismi burocratici e organizzazioni di saccheggio naziste.

## Vendita di opere d'arte confiscate ai musei tedeschi
I mercanti d'arte Hildebrand Gurlitt, Karl Buchholz, Ferdinand Moeller e Bernhard Boehmer aprirono un negozio appena fuori Berlino, per vendere quasi 16.000 oggetti, tra dipinti e sculture, che Hitler e Göring fecero rimuovere dai musei tedeschi negli anni 1937-1938. Furono esposti per la prima volta presso l’istituto di archeologia dell’Hofgarten di Monaco di Baviera il 19 luglio 1937, con i leader nazisti che invitarono i due milioni di visitatori a prendere in giro le opere presenti nella Mostra d'arte degenerata.
Non avendo avuto molto successo con le vendite, principalmente perché l'arte etichettata come "spazzatura" fu scarsamente attrattiva, Hildebrand Gurlitt e i suoi colleghi il 20 marzo 1939 diedero fuoco a 1.004 dipinti e sculture e 3.825 acquerelli, disegni e stampe nel cortile dei vigili del fuoco di Berlino, un atto di infamia simile ai precedenti roghi di libri. L'atto sollevò l'attenzione sperata e diversi amanti dell'arte e musei offrirono delle somme per acquistare le opere. Rimane però sconosciuto il numero di dipinti conservati da Gurlitt, Buchholz, Moeller, Boehmer, e successivamente venduti da loro in Svizzera e in America per guadagno personale.

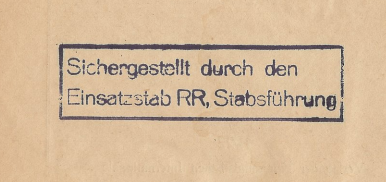
Sigillo della Einsatzstab Reichsleiter Rosenberg, utilizzato dal 1941 al 1944 per contrassegnare i documenti sequestrati dalle truppe di occupazione tedesche.

Mentre i nazisti furono al potere, saccheggiarono i beni culturali sia in Germania che nei territori occupati, prendendo di mira in particolare i beni degli ebrei. Alcuni oggetti vennero destinati al Führermuseum (mai realizzato), mentre altri finirono nelle collezioni dei funzionari di alto rango come Hermann Göring e altri ancora furono scambiati per finanziare le attività naziste.
Nel 1940 fu fondata un'organizzazione nota come Einsatzstab Reichsleiter Rosenberg (ERR) diretta da Alfred Rosenberg con il compito di raccogliere libri, documenti ebraici e massonici, per distruggerli o trasferirli in Germania per ulteriori "studi". Verso la fine del 1940, Hermann Göring, che di fatto controllava l'ERR, emise un ordine che cambiò la missione dell'organizzazione incaricandola di sequestrare le collezioni d'arte "ebraiche" ed altri oggetti. Il bottino di guerra fu raccolto in un luogo centrale di Parigi, il Museo Jeu de Paume, dove diversi storici dell'arte lo avrebbero poi inventariato prima di inviarlo in Germania.
Dalla fine del 1940 alla fine del 1942, Göring viaggiò 20 volte verso Parigi, nel Museo Jeu de Paume, il mercante d'arte Bruno Lohse organizzò 20 esposizioni di oggetti d'arte appena saccheggiati, da questi Göring selezionò almeno 594 pezzi per la sua collezione privata. Göring fece di Lohse il suo ufficiale di collegamento e lo impiegò nell'ERR dal marzo 1941 come vice capo dell'unità. Gli oggetti che Hitler e Göring non vollero, furono messi a disposizione di altri leader nazisti. Sotto la guida di Rosenberg e Göring, l'ERR sequestrò complessivamente 21.903 oggetti d'arte nei paesi occupati dai tedeschi.
Le collezioni d'arte di importanti famiglie ebree, tra cui i Rothschild, i Rosenberg, i Wildenstein e la famiglia Schloss, vennero confiscate e spesso i mercanti d'arte ebrei furono costretti a vendere le opere d'arte alle organizzazioni tedesche.
Alla fine della guerra, il Terzo Reich aveva così accumulato centinaia di migliaia di beni di valore.

## Le indagini sul saccheggio delle opere d'arte

### Art Looting Investigation Unit
Il 21 novembre 1944 William J. Donovan creò, all'interno dell'OSS, l'Art Looting Investigation Unit (ALIU) per raccogliere le informazioni necessarie sul saccheggio dei beni culturali da parte della Germania nazista e dei suoi alleati, per poi perseguire i criminali di guerra e quindi restituire i beni. L'ALIU raccolse le informazioni sugli individui che si riteneva avessero avuto una partecipazione attiva ai saccheggi e li interrogarono a Bad Aussee, in Austria.
Il rapporto finale dell'ALIU contò 175 pagine in cui furono descritti in dettaglio le reti dei funzionari nazisti, i mercanti d'arte e gli individui coinvolti nella politica di spoliazione degli ebrei da parte di Hitler. I rapporti dell'ALIU costituiscono ancora oggi la documentazione chiave negli archivi del governo degli Stati Uniti dei beni dell'era nazista:
- il primo gruppo di rapporti dettaglia le reti e le relazioni tra mercanti d'arte ed gli altri agenti impiegati da Hitler, Göring e Rosenberg come Heinrich Hoffmann, Ernst Buchner, Sepp Angerer, Gustav Rochlitz, Gunter Schiedlausky, Bruno Lohse, Gisela Limberger, Walter Hofer, Karl Kress, Walter Bornheim, Hermann Voss e Karl Haberstock;[15][17]
- il secondo gruppo di rapporti descrive in dettaglio le attività di saccheggio delle opere d'arte da parte di Göring, dell'ERR e del Museo Linz di Hitler. L'Art Looting Intelligence Unit pubblicò inoltre un elenco sotto il nome Red Flag Names, organizzato per paese: Germania, Francia, Svizzera, Paesi Bassi, Belgio, Italia, Spagna, Portogallo, Svezia e Lussemburgo. Ogni nome è seguito da una descrizione delle attività tenute dalla singola persona, dei suoi rapporti nella rete di spoliazione e, in molti casi, da altre informazioni relative al suo arresto o all'imprigionamento da parte delle forze alleate.[15]

### Unione Sovietica
Per indagare sul saccheggio nazista operato in URSS dal 1941 al 1945, il 2 novembre 1942 venne costituita la Commissione di Stato straordinaria che, fino al 1991, raccolse il materiale sui crimini nazisti, compresi gli episodi di saccheggio. Immediatamente dopo la guerra, la Commissione delineò in dettaglio i danni a 64 dei più importanti musei sovietici sui 427 danneggiati.
Dopo lo scioglimento dell'URSS, il governo della Federazione Russa costituì una Commissione statale per la restituzione dei beni, in sostituzione della precedente Commissione sovietica, continuando a catalogare le opere d'arte perdute durante la guerra per ogni singolo museo. Al 2008, le opere d'arte perdute di 14 musei e delle biblioteche dell'oblast' di Voronež, dell'oblast' di Kursk, dell'oblast' di Pskov, dell'oblast' di Rostov, dell'oblast' di Smolensk, della Ciscaucasia, della Gatčina, della Reggia di Peterhof, di Carskoe Selo, di Velikij Novgorod e dell'oblast' di Novgorod, così come i corpi librari degli Archivi di Stato russi e degli Archivi del PCUS, furono catalogati in 15 volumi con informazioni dettagliate su 1.148.908 opere d'arte perdute. Il numero totale di oggetti smarriti è finora sconosciuto, perché è in corso il lavoro di catalogazione degli altri musei russi danneggiati.

### Polonia

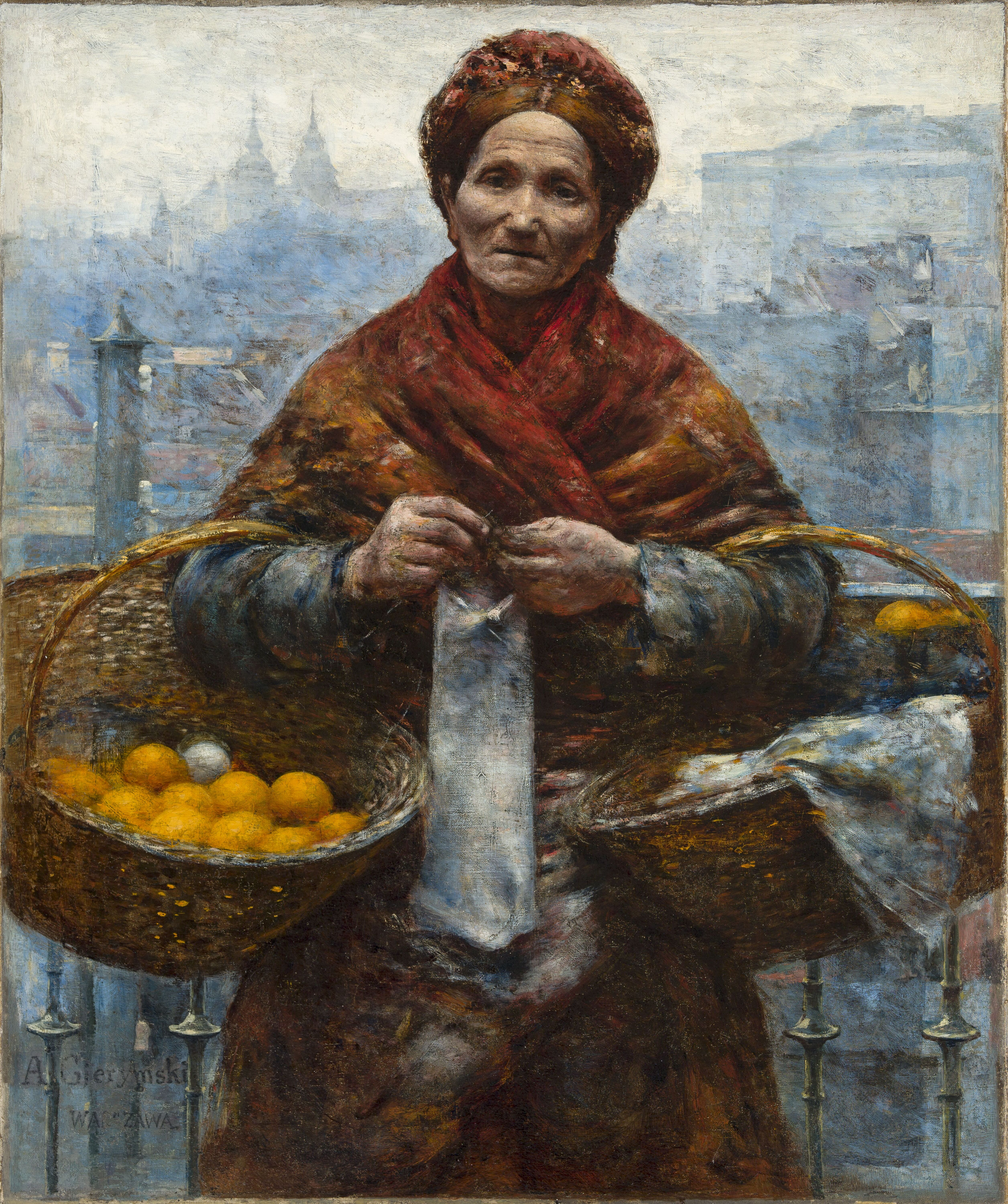
Ebrea con arance di Aleksander Gierymski. Fu scoperto il 26 novembre 2010 in un'asta a Buxtehude.

Dopo l'occupazione della Polonia da parte delle forze tedesche nel settembre 1939, il regime nazista iniziò le operazioni di genocidio contro gli ebrei polacchi e tentò di sterminare le classi superiori polacche e la sua cultura. Migliaia di oggetti d'arte furono saccheggiati e furono distrutti 25 musei, oltre molte altre strutture. Il costo totale del furto nazista e della distruzione dell'arte polacca fu stimato in 20 miliardi di dollari e riguardò circa il 43% del patrimonio culturale polacco. Furono saccheggiate oltre 516.000 singole opere d'arte inclusi 2.800 dipinti di pittori europei, 11.000 dipinti di pittori polacchi, 1.400 sculture, 75.000 manoscritti, 25.000 mappe, 90.000 libri (di cui oltre 20.000 stampati prima del 1800) e centinaia di migliaia di altri oggetti di valore artistico e storico.
Ad oggi, la Germania trattiene ancora molte delle opere saccheggiate durante la guerra e da decenni ci sono trattative tra Polonia e Germania per la restituzione delle proprietà polacche.

### Austria
L'Anschluss di Austria e Germania iniziò il 12 marzo 1938, il saccheggio delle proprietà ebraiche immediatamente dopo. Chiese, monasteri e musei furono la sede di molte opere d'arte prima che arrivassero i nazisti, Ringstrasse fu confiscata con tutte le opere d'arte all'interno. Tra il 1943 e il 1945, le miniere di sale di Altaussee detenevano la maggior parte degli oggetti saccheggiati dai nazisti, in Austria e da tutta Europa. Nel 1944, oggetti 4.700 pezzi d'arte sono stati poi conservati nelle miniere di sale.

### Führermuseum
Dopo che Hitler divenne cancelliere, realizzò dei piani per trasformare la sua città natale di Linz, in Austria, nella capitale del Terzo Reich per le arti. Hitler assunse alcuni architetti per lavorare e costruire diverse gallerie e musei, che sarebbero stati collettivamente conosciuti come il Führermuseum. Hitler volle riempire il suo museo con i più grandi tesori d'arte del mondo e credette che la maggior parte di queste opere appartenesse alla Germania, in seguito al saccheggio subito durante le guerre napoleoniche e la prima guerra mondiale. 

### Collezione di Hermann Göring
La collezione di Hermann Göring, una collezione personale, fu un'altra grande collezione di beni confiscati, costituita da circa il 50% delle opere d'arte confiscate, raccolte in gran parte dal mercante d'arte Bruno Lohse, consigliere di Göring, e rappresentante dell'ERR a Parigi, nel 1945: la collezione comprendeva oltre 2.000 pezzi individuali tra cui più di 300 dipinti. Il rapporto n.2 del National Archives and Records Administration degli Stati Uniti afferma che Göring ha sempre cercato di "trovare un modo per dare almeno l'apparenza di onestà, mediante un pagamento simbolico o una promessa alle autorità di confisca. Anche se lui e i suoi agenti non hanno mai avuto un collegamento ufficiale con le organizzazioni di confisca tedesche, tuttavia li hanno usati nella misura più ampia possibile."

## Nascondigli degli oggetti saccheggiati
Il Terzo Reich raccolse centinaia di migliaia di oggetti dalle nazioni occupate e li conservò in diversi luoghi chiave, come il Musée Jeu de Paume di Parigi e il quartier generale nazista a Monaco ma, man mano che le forze alleate guadagnavano terreno nella guerra, la Germania iniziò a nascondere le opere d'arte nelle miniere di sale e nelle grotte per proteggerle dai bombardamenti degli Alleati: queste miniere e grotte offrivano le condizioni di umidità e temperatura appropriate per le opere d'arte, i depositi più noti furono le miniere di Merkers, di Altaussee e di Siegen.
Gli Alleati crearono delle commissioni speciali, come l'organizzazione MFAA per proteggere i più famosi monumenti europei dalla distruzione e, dopo la guerra, per viaggiare con lo scopo di individuare i depositi d'arte nazisti. Vennero così individuati oltre 1.050 depositi in Germania e si riuscì ad identificare e restituire ai legittimi proprietari circa 700.000 oggetti, inclusi dipinti e sculture.
Nonostante gli sforzi, diverse opere d'arte saccheggiate dai nazisti si possono ancora trovare nelle istituzioni russe e americane. Il Metropolitan Museum of Art ha rivelato un elenco di 393 dipinti che presentano dubbi sulla reale provenienza, l'Art Institute di Chicago ha pubblicato un elenco di oltre 500 opere "per le quali i collegamenti nella catena di proprietà per gli anni 1933-1945 sono ancora poco chiari o non ancora del tutto determinati". Il San Diego Museum of Art e il Los Angeles County Museum of Art hanno pubblicato degli elenchi per determinare se gli oggetti d'arte presenti nelle loro collezioni possano esser stati rubati dai nazisti. La National Gallery of Art di Washington ha identificato più di 400 dipinti europei che hanno delle lacune nella loro provenienza e un'opera d'arte in particolare, "Natura morta con frutta e selvaggina del pittore fiammingo Frans Snyders che risulta essere stata venduta da Karl Haberstock e che il Congresso ebraico mondiale descrive come "uno dei più famosi mercanti d'arte nazisti".

## Effetti del saccheggio nazista
Alla fine della guerra, il governo degli Stati Uniti stimò che le forze tedesche e gli altri agenti nazisti sequestrarono o imposero la vendita di un quinto di tutti gli oggetti d'arte occidentale allora esistenti, pari a circa 250.000 opere d'arte. Questo atto criminale fu giudicato da Spiegler come:"il più grande movimento d'arte nella storia umana".
A causa di un così ampio saccheggio si stima che non siano stati restituiti ai legittimi proprietari oltre 100.000 oggetti, la maggior parte dei quali sono di uso quotidiano come ad esempio porcellane, cristalli o argenteria. All'inizio del 2012, nella casa di Cornelius Gurlitt, figlio di Hildebrand Gurlitt, vennero scoperte oltre 1.000 opere d'arte, di cui circa 200-300 sospettate di essere state saccheggiate. La collezione contiene, tra gli altri, opere di Marc Chagall, Otto Dix, Henri Matisse, Renoir e Max Liebermann.

### 1992: recupero dell'Archivio Internazionale del Movimento delle Donne
Il 14 gennaio 1992, lo storico Marc Jansen riportò in un articolo di NRC Handelsblad che alcune collezioni d'archivio rubate dai Paesi Bassi, compresi i registri dell'Archivio Internazionale del Movimento delle Donne (in olandese: Internationaal Archief voor de Vrouwenbeweging (IAV)) saccheggiati nel 1940, furono ritrovate in Russia. I documenti confiscati furono inizialmente inviati a Berlino e successivamente trasferiti nei Sudeti per motivi di sicurezza. Alla fine della guerra, l'Armata Rossa prese i documenti in Cecoslovacchia e, nel 1945-1946, li conservò nell'archivio Osobyi del KGB (in russo: Особый архив) a Mosca.
I ritardi burocratici impedirono la restituzione per 11 anni. Nel 2003, con il recupero parziale dei documenti di alcune delle femministe più note nel periodo prebellico, tra cui Aletta Jacobs e Rosa Manus, furono restituiti circa 4.650 tra libri e periodici, i registri del Consiglio internazionale delle donne e dell'Alleanza internazionale delle donne, tra cui anche molte fotografie. Circa la metà della collezione originale è ancora da scoprire.

### 2012: ritrovamento delle opere di Monaco
All'inizio del 2012, oltre 1.000 opere d'arte furono scoperte nella casa di Cornelius Gurlitt, figlio di Hildebrand Gurlitt, di cui circa 200-300 pezzi sono sospettati di essere saccheggiati, alcuni dei quali potrebbero essere stati esposti nella mostra d'arte degenerata tenuta dai nazisti prima della seconda guerra mondiale in diverse grandi città tedesche. La collezione contiene opere di Marc Chagall, Otto Dix, Henri Matisse, Renoir, Max Liebermann e molti altri.

### 2014: scoperta di Norimberga
Nel gennaio 2014, il ricercatore Dominik Radlmaier della città di Norimberga annunciò di aver identificato otto oggetti arte perduta, mentre altri 11 erano sotto forte sospetto. Il progetto di ricerca della città è stato avviato nel 2004 e da allora Radlmaier sta indagando a tempo pieno.

### 2015: il treno blindato di Wałbrzych
A Wałbrzych, in Polonia, due esploratori dilettanti, Piotr Koper e Andreas Richter, affermarono di aver trovato un treno blindato che si crede sia pieno di oro, gemme e armi. Si disse che il treno fosse stato sigillato in un tunnel negli ultimi giorni della seconda guerra mondiale, prima del crollo del Terzo Reich. Solo il 10% del tunnel è stato esplorato, perché la gran parte è crollato. Trovare il treno sarà un'operazione costosa e complicata che coinvolge molti finanziamenti, scavi e perforazioni; per sostenere le loro affermazioni gli esploratori hanno detto che gli esperti che hanno esaminato il sito hanno rilevato i segni di un tunnel ferroviario con binari metallici. La legittimità di queste affermazioni deve ancora essere determinata, ma gli esploratori stanno chiedendo il 10 per cento del valore di tutto ciò che è all'interno del treno, nel caso la loro scoperta fosse corretta. Il vice ministro della cultura polacco, Piotr Zuchowski, ha detto che era "convinto al 99% che il treno fosse finalmente stato trovato, ma gli scienziati sostengono che le scoperte degli esploratori siano false.

## Galleria d'immagini

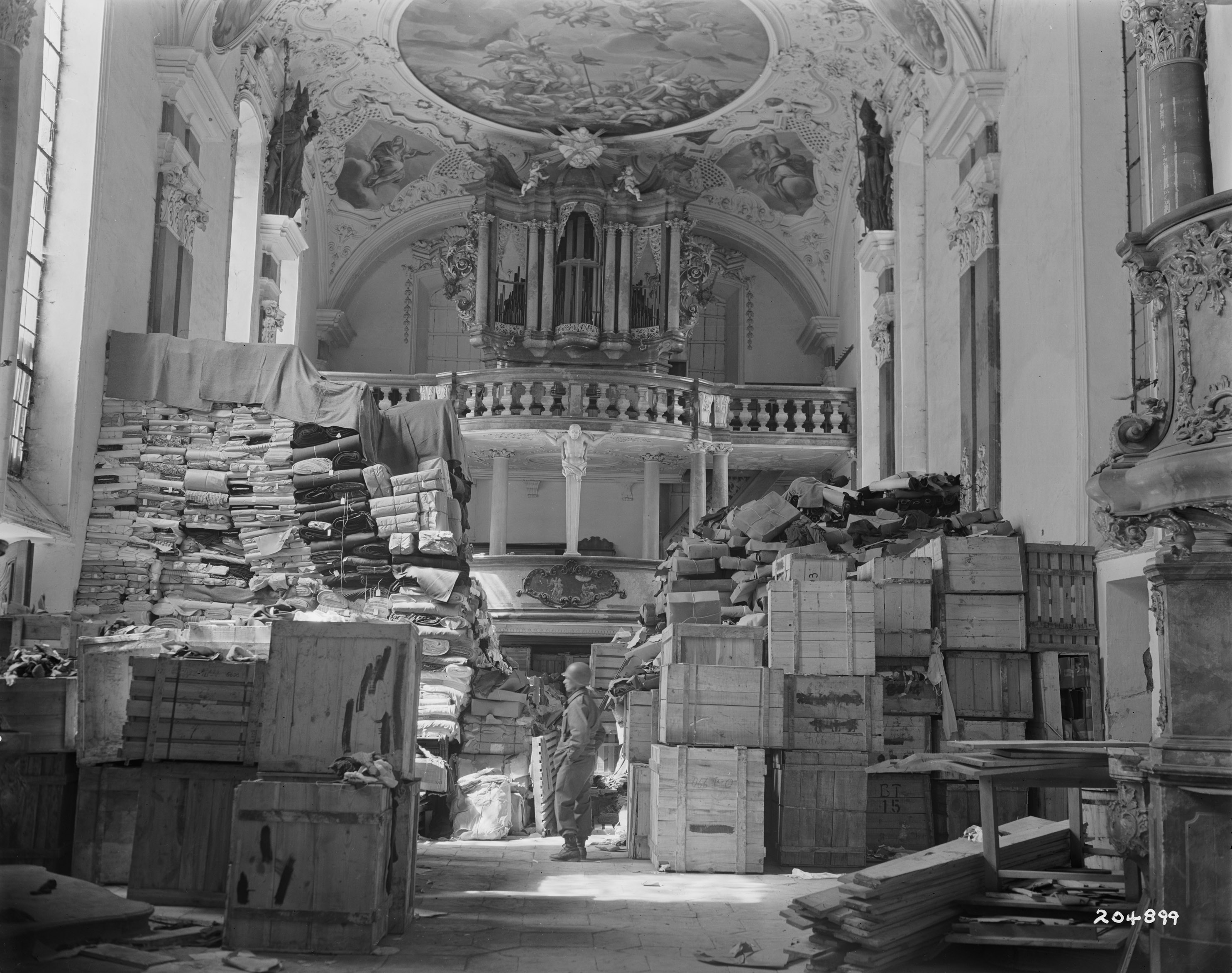
Bottino tedesco immagazzinato nella Schlosskirche di Ellingen
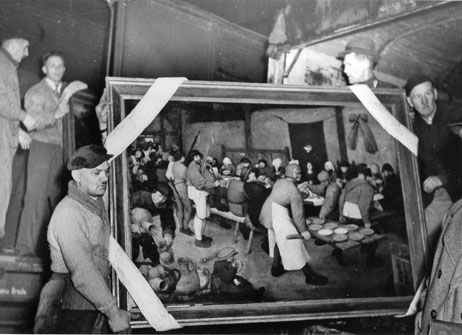
Dipinto di Pieter Bruegel il Vecchio ritrovato ad Altaussee
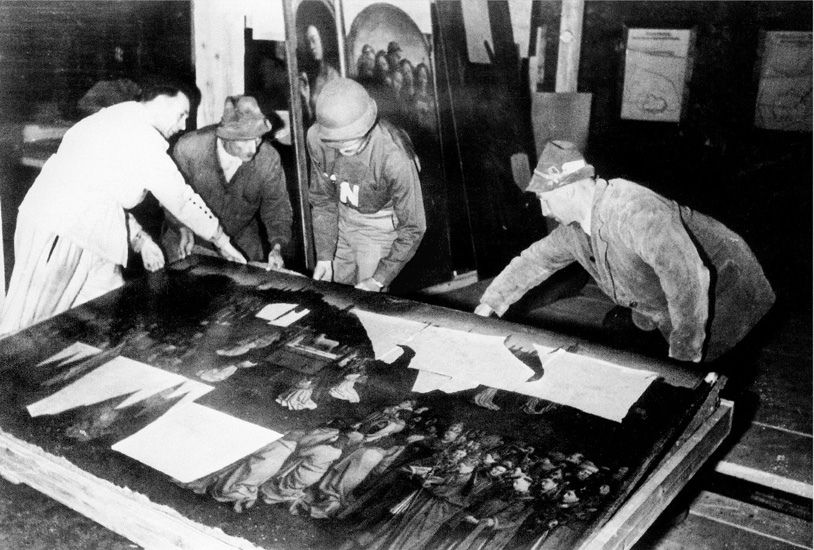
Il Polittico di Gand durante il recupero dalla miniera di sale di Altaussee alla fine della seconda guerra mondiale.
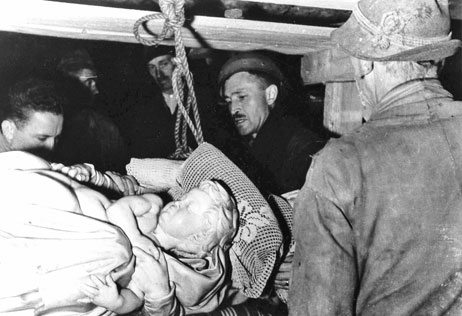
La Madonna di Bruges durante il recupero dalla miniera di sale di Altaussee
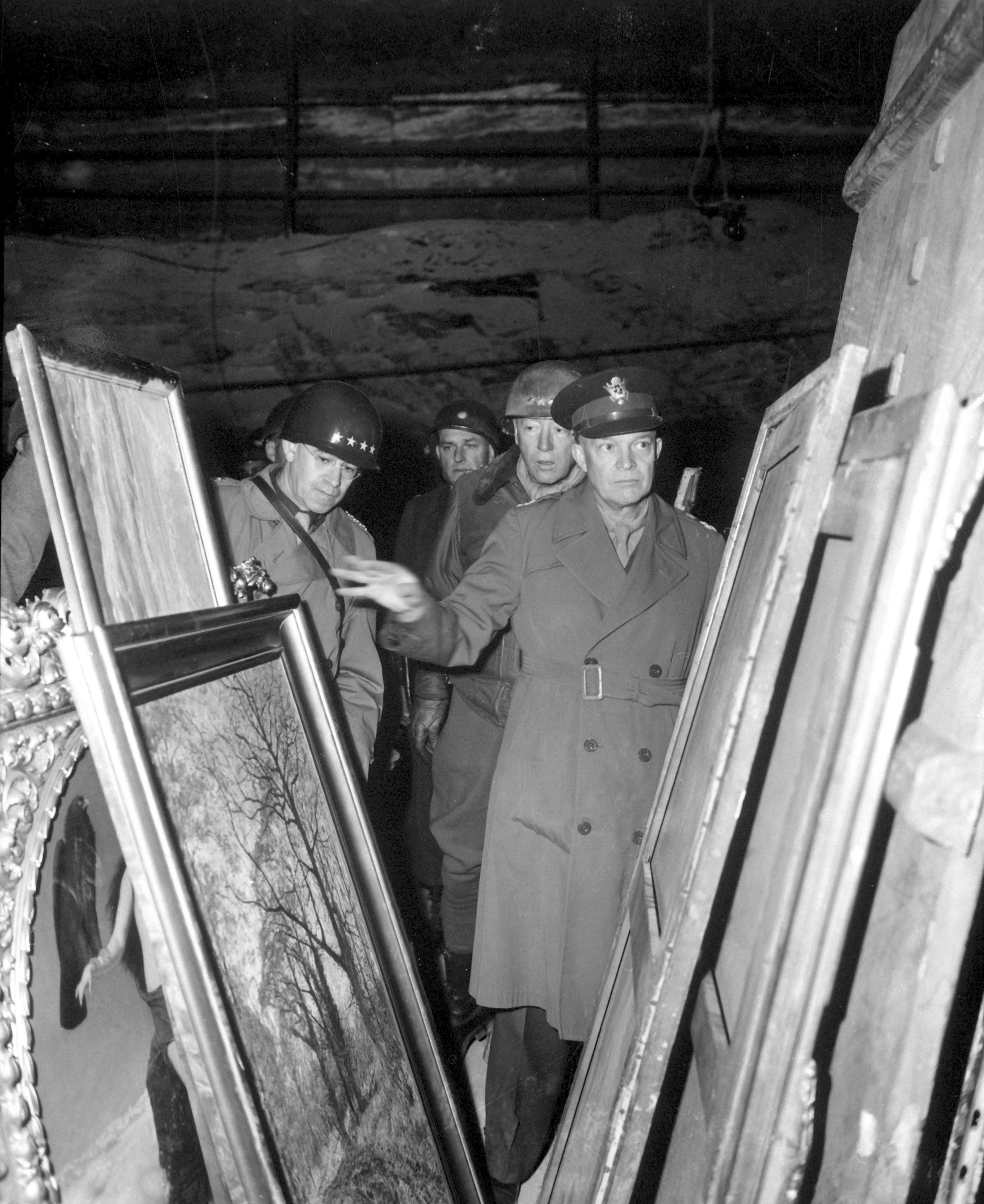
Eisenhower (a destra) ispeziona le opere d'arte ritrovate in una miniera di sale a Merkers, accompagnato da Omar Bradley (a sinistra) e da George Patton (al centro)
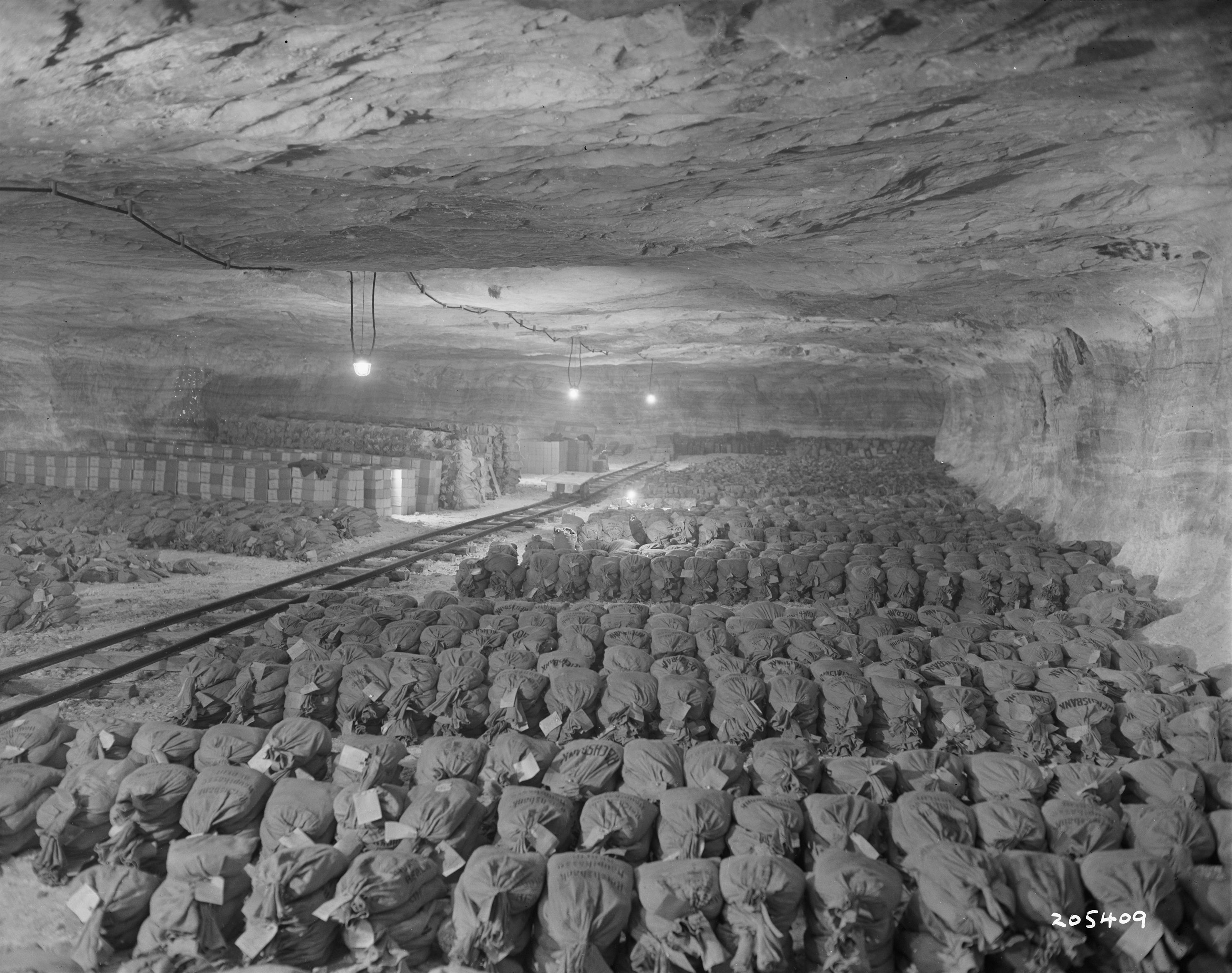
Oro nazista nella miniera di sale di Merkers
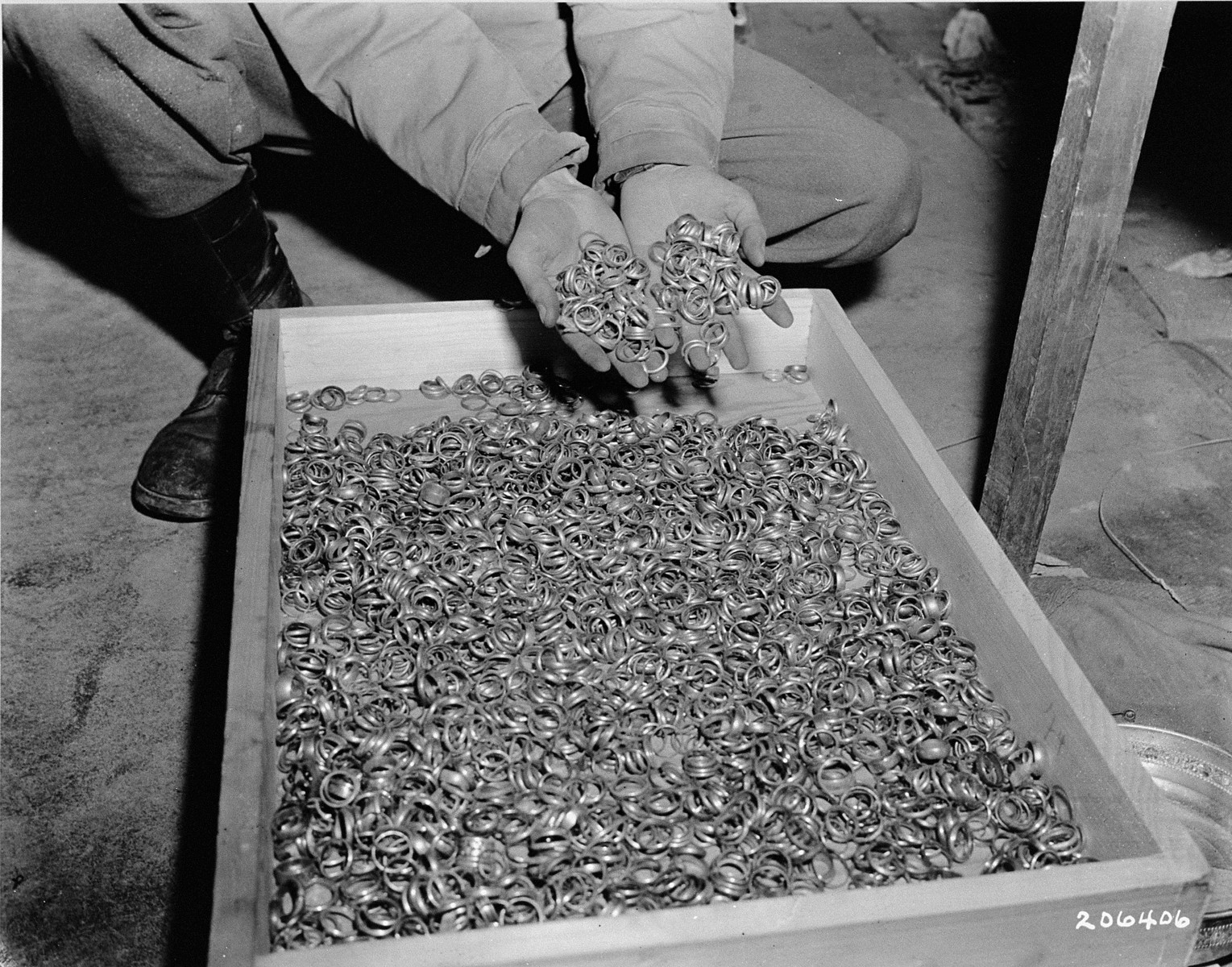
Gli anelli d'oro delle vittime dei lager nazisti
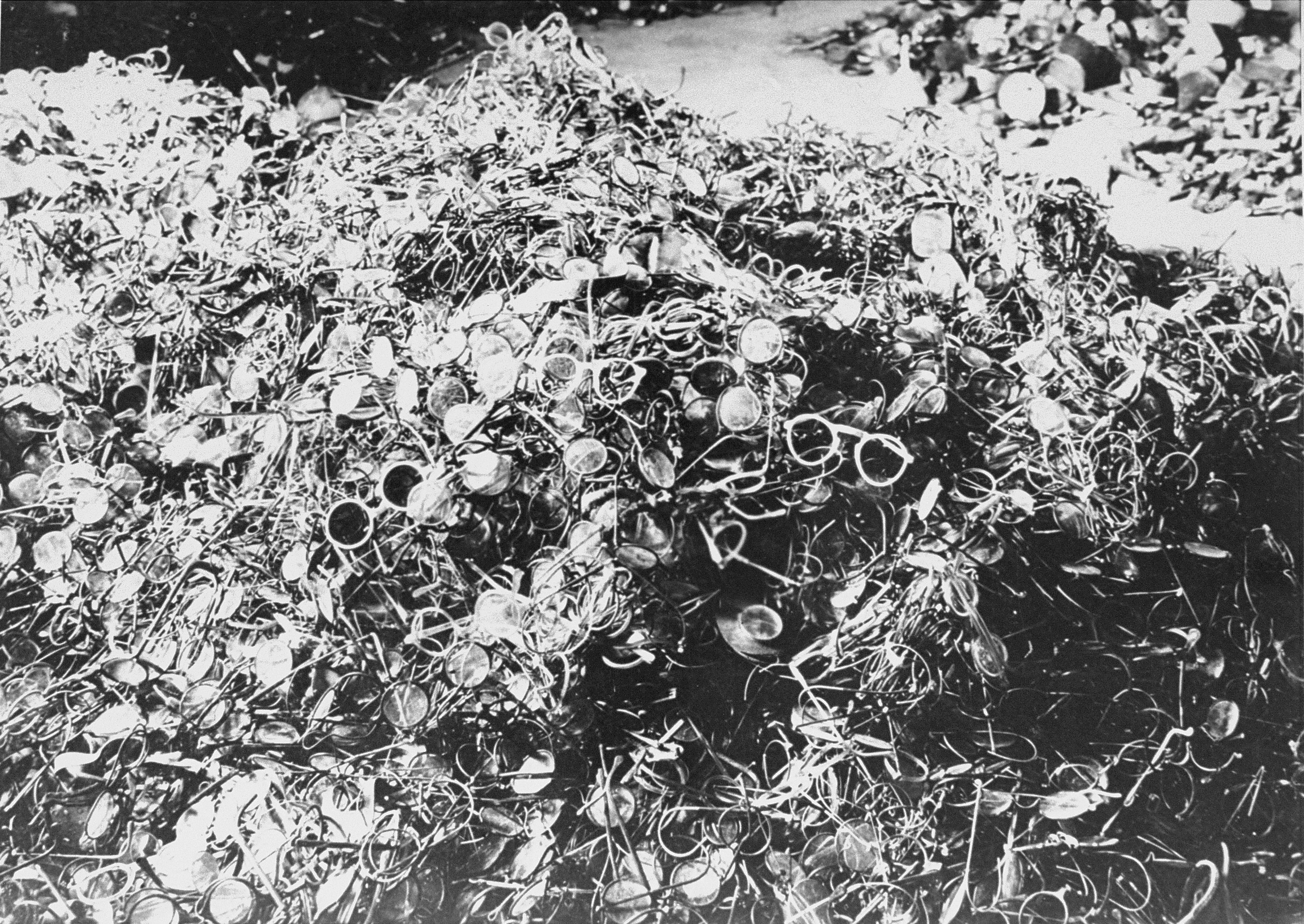
Occhiali delle vittime di Auschwitz

### Approfondimenti
- E. Campbell, Claiming National Heritage: State Appropriation of Nazi Art Plunder in Postwar Western Europe, in Journal of Contemporary History, 2020, DOI:10.1177/0022009419893737.
- Robert M. Edsel, Monuments Men: Allied Heroes, Nazi Thieves and the Greatest Treasure Hunt in History, Contributions by Brett Witter, Center Street, 2009, ISBN 978-1-59995-149-2.
- Robert M. Edsel, Rescuing Da Vinci, Laurel Publishing, 2006, ISBN 0-9774349-0-7.
- Götz Aly, Hitler's Beneficiaries: Plunder, Racial War, and the Nazi Welfare State, Metropolitan Books, 2007, ISBN 978-0-8050-7926-5.
- Hector Feliciano, The Lost Museum, New York, HarperCollins, 1997.
- R. L. Hadden, The Heringen Collection of the US Geological Survey Library, Reston, Virginia, in Journal of the History of the Earth Sciences Society, vol. 27, n. 2, Earth Sciences History, 2008,  pp. 242-265. URL consultato il 3 gennaio 2023 (archiviato dall'url originale il 9 gennaio 2020).
- Peter Harclerode e Brendan Pittaway, The Lost Masters: WWII and the Looting of Europe's Treasurehouses, London, Orion Books, 1999.
- Hanns Christian Löhr, Das Braune Haus der Kunst: Hitler und der Sonderauftrag Linz, Akademie-Verlag, 2005, ISBN 3-05-004156-0.
- Hanns Christian Löhr, Kunst als Waffe – Der Einsatzstab Reichsleiter Rosenberg, Ideologie und Kunstraub im „Dritten Reich“, Gebr. Mann, 2018, ISBN 978-3-7861-2806-9.
- Lynn H. Nicholas, The Rape of Europa, London, Macmillan Publishers, 1994.
- Anne-Marie O'Connor, The Lady in Gold, The Extraordinary Tale of Gustav Klimt's Masterpiece, Portrait of Adele Bloch-Bauer, New York, Alfred A. Knopf, 2012, ISBN 0-307-26564-1.
- OSS Report: Activity of the Einsatzstab Rosenberg in France, 15 August 1945, su lootedart.com. URL consultato il 3 gennaio 2023 (archiviato dall'url originale il 27 agosto 2005).
- Jonathan Petropoulos, Art as Politics in the Third Reich, Chapel Hill, University of North Carolina Press, 1996.
- Jonathan Petropoulos, The Faustian Bargain: The Art World in Nazi Germany, London, Penguin Press, 2000.
- David Roxan e Ken Wanstall, The Rape of Art: The Story of Hitler's Plunder of the Great Masterpieces of Europe, New York, Coward-McCann, 1965, OCLC 846620.
- Birgit Schwarz, Hitler's Museum. Die Fotoalben Gemäldegalerie, Linz, Wien, Böhlau Verlag, 2004, ISBN 3-205-77054-4.
- Elizabeth Simpson, The Spoils of War – World War II and Its Aftermath: The Loss, Reappearance, and Recovery of Cultural Property, New York, Harry N. Abrams in association with the Bard Graduate Center, 1997.
- William Z. Slany, U.S. Interagency Report on U.S. and Allied Wartime and Post Postwar Relations and Negotiations with Argentina, Portugal, Spain, Sweden, and Turkey on Looted Gold and German External Assets, in American University International Law Review, vol. 14, n. 1, 1998,  pp. 147-153.
- Nancy H. Yeide, Beyond Dreams of Avarice: The Hermann Göring Collection, prefazione di Robert M. Edsel, Laurel Publishing, 2009, ISBN 978-0-9774349-1-6.